# Daniel Summerhill
Daniel Summerhill (Englewood, 13 februari 1989) is een Amerikaans wielrenner en veldrijder die sinds 2016 uitkomt voor UnitedHealthcare. Bij deze ploeg liep hij in 2012 al stage, nadat een stageperiode bij Garmin-Cervélo in 2011 niet tot een profcontract leidde.
Op 31 mei 2017 leverde Summerhill zijn contract bij UnitedHealthcare in vanwege een schietincident tijdens een trainingsrit .
In 2022 werd hij voor een jaar geschorst nadat hij bij een dopingcontrole positief testte op Adderall.

## Belangrijkste overwinningen
2005
 Amerikaans kampioen tijdrijden, Nieuwelingen
 Amerikaans kampioen op de weg, Nieuwelingen
 Amerikaans kampioen veldrijden, Junioren
2006
 Amerikaans kampioen veldrijden, Junioren
2007
2e etappe Ronde van de Abitibi (ploegentijdrit)
2010
Cyclocross San Dimas
 Amerikaans kampioen veldrijden, Beloften
2011
 Amerikaans kampioen veldrijden, Beloften
2014
Derby City Cup I
Derby City Cup II
2015
The Reading 120
US Open of Cyclocross (2)
North Carolina Grand Prix (1)
North Carolina Grand Prix (2)
2017
3e etappe Ronde van Taiwan

## Resultaten in voornaamste wedstrijden
| Jaar | Parijs-Roubaix |
| ---- | -------------- |
| 2014 | 132e           |
| 2015 | 127e           |

## Ploegen
- 2011 –  Chipotle Development Team
- 2011 –  Team Garmin-Cervélo (stagiair vanaf 1-8)
- 2012 –  Chipotle-First Solar Development Team
- 2012 –  UnitedHealthcare Pro Cycling Team (stagiair vanaf 16-8)
- 2013 –  Unitedhealthcare Pro Cycling Team
- 2014 –  Unitedhealthcare Professional Cycling Team
- 2015 –  UnitedHealthcare Professional Cycling Team
- 2016 –  UnitedHealthcare Professional Cycling Team
- 2017 –  Unitedhealthcare Professional Cycling Team (tot 31-5)